# くりえいと
くりえいとは、福岡県宗像市の地名。郵便番号811-4184。

## 地理
宗像市の中部に位置する商業住宅地域である。北東で泉ヶ丘、東で大谷・土穴、南で赤間駅前、西から北にかけて須恵と隣接する。一丁目は商業施設や医療施設で構成され、二丁目・三丁目は住宅中心の区域である。
大型商業施設や飲食店、生活雑貨店、ゲームセンターなどのロードサイド店舗、医療施設が集積する一丁目（サウスゾーン）は宗像市内でも有数の商業地域となっている。

### 河川
- 山田川（釣川水系）

## 歴史
核テナントにサンリブ（計画当初は寿屋の予定であった）を誘致し、2000年頃より開発された複合商業地域である。

## 交通

### 鉄道
くりえいと地区内に鉄道は引かれていないが、地域南端部と道路を挟んだすぐ反対側をJR鹿児島本線が通っている。
近接する赤間駅前一丁目に所在するJR鹿児島本線の赤間駅が最寄り駅で徒歩で10分ほどである。

### バス
西鉄バスは地区内にくりえいと1丁目、くりえいと2丁目などの停留所があり赤間営業所～鐘崎行きの一部が停車する。地区を通らないバスの最寄は河東コミュニティセンター前となり、徒歩で5分程度の距離となっている。
宗像市コミュニティバスは運行拠点停留所のひとつである「サンリブ」停留所があり、市内各地に巡回するバスや乗り合いタクシーを運行している。系統によっては曜日など運行日が限定となっている。

### 道路
- 福岡県道69号宗像玄海線
- 福岡県道401号宗像若宮線

### 道路の別名
- くりえいと通り（大谷通りを改称）

## 施設
- サンリブくりえいと宗像
- ダイソー
- はるやま
- ライトオン
- ダイレックス
- セコム
- カメラのキタムラ
- グリーンコープ
- リンガーハット
- 明屋書店
- 楽市楽座
- マックスバリュ
- ドラッグコスモス
- ドラッグ新生堂

など。
※ 同業者でも同一地区内に複数存在する。スーパーマーケットやドラッグストアがそれぞれ3店舗出店している。